# Eugenia harrisii
Eugenia harrisii är en myrtenväxtart som beskrevs av Carl Karl Wilhelm Leopold Krug och Ignatz Urban. Eugenia harrisii ingår i släktet Eugenia och familjen myrtenväxter.
Artens utbredningsområde är Jamaica. Inga underarter finns listade i Catalogue of Life.